# アンデロ＝ブランシュヴィル
アンデロ＝ブランシュヴィル （Andelot-Blancheville）はフランス、グラン・テスト地域圏、オート＝マルヌ県のコミューン。

## 由来
AndelotをAndelaoと、575年にトゥールのグレゴリウスが証明している。これはおそらく、ガリア語またはガロ＝ローマ語のande（面した）とloukoまたはluku（森）が組み合わさった言葉である。Blanchevilleは1155年にVilla Novaと呼ばれていた。その後1220年に、当時のシャンパーニュ伯爵夫人ブランシュ・ド・ナヴァールの名をつけた。現在のコミューン紋章にナバラ王国の紋章が描かれているのはこの故事にちなむ。

## 歴史
村より標高の高い場所に、『3人の王たちの宮廷』（Cour des Trois Rois）という場所があり、そこがアンデロ条約の記憶を長くとどめてきた。587年11月28日、フランクの王ゴントラン、キルデベルト2世および2人の家臣である貴族（fr）たちは、アンデロにおいて条約に署名した。カリベルト1世の領土を2人の王たちで分割し、家臣たちが自らの封土を終身所有できるよう保証したのである。
1944年9月12日、アンデロにおいて、ルクレール将軍が指揮する第2機甲師団により、ストラスブールへ進軍中のドイツ軍戦車へ攻撃が始まり、戦車が主導する戦闘の勝利の舞台となった。ドイツ軍側の死者は200人、捕虜800人であった · 。

## 人口統計
| 1962年 | 1968年 | 1975年 | 1982年 | 1990年 | 1999年 | 2008年 | 2013年 |
| ------ | ------ | ------ | ------ | ------ | ------ | ------ | ------ |
| 855    | 874    | 916    | 1044   | 1024   | 1004   | 926    | 882    |

参照元:1962年から1999年までは複数コミューンに住所登録をする者の重複分を除いたもの。それ以降は当該コミューンの人口統計によるもの。1999年までEHESS/Cassini、2006年以降INSEE。

## 史跡

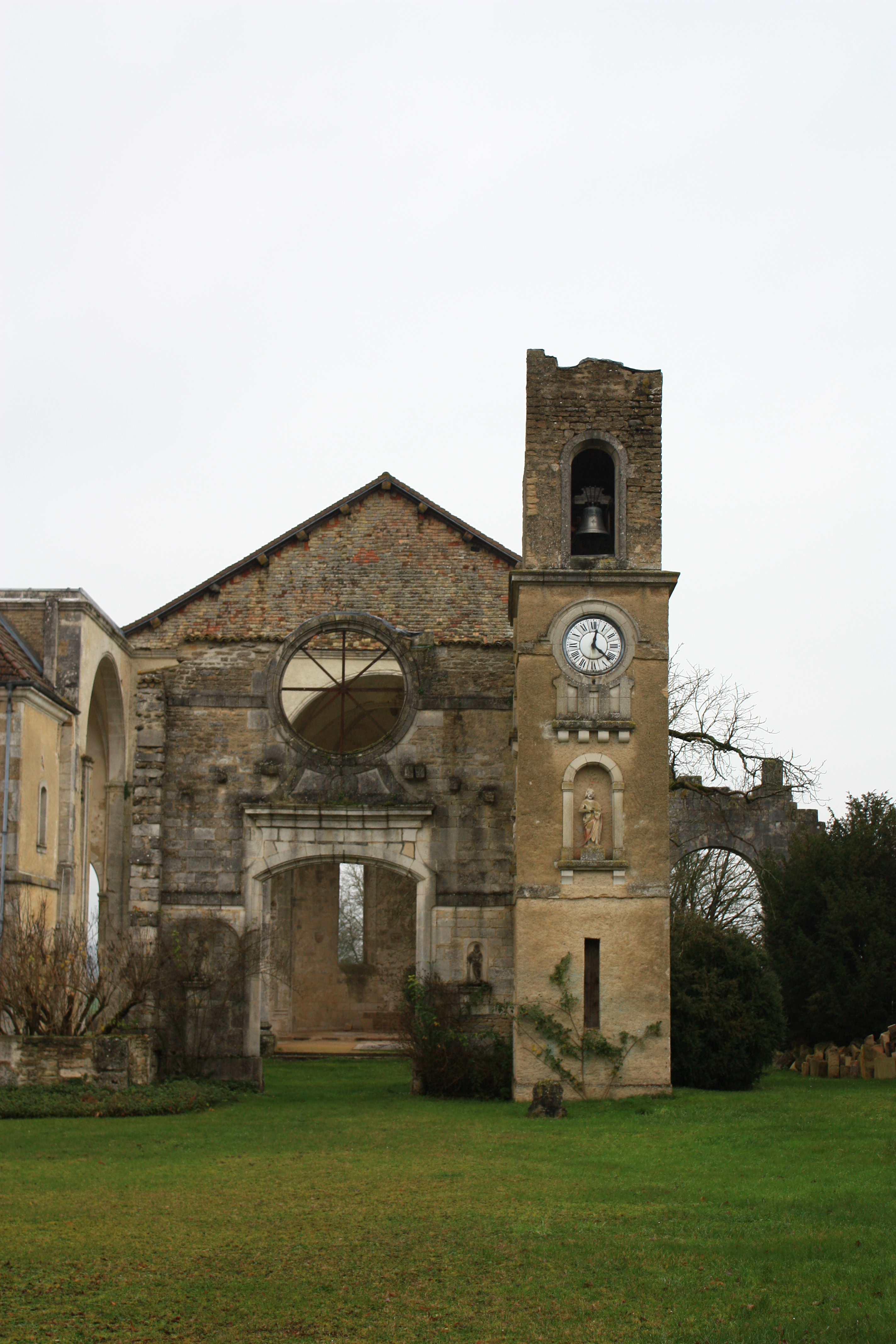
サン＝ニコラ・ド・セトフォンテーヌ王立修道院

- サン＝ニコラ・ド・セトフォンテーヌ王立修道院（fr） - 12世紀。プレモントレ修道会がフランス革命まで所有。現在は個人所有で、フランス歴史的記念物指定されている。

## ゆかりの人物
- ミシェル・ピニョレ・ド・モンテクレール